# Gifu prefektúra
Gifu prefektúra Japánban, a Honsú sziget Csúbu régiójában fekszik. Fővárosa Gifu.

## Városok
21 város található ebben a prefektúrában.
| - Ena - Gero - Gifu - Gudzsó - Hasima - Hida - Kakamigahara | - Kani - Kaizu - Mino - Minokamo - Mizuho - Mizunami - Motoszu | - Nakacugava - Ógaki - Szeki - Tadzsimi - Takajama - Toki - Jamagata |

## Kisvárosok és falvak
| - Anpacsi körzet - Anpacsi - Gódo - Vanoucsi - Fuva körzet - Szekigahara - Tarui - Hasima körzet - Ginan - Kaszamacu | - Ibi körzet - Ibigava - Ikeda - Óno - Kamo körzet - Hicsiszó - Higasi-Sirakava - Kavabe - Szakahogi - Sirakava - Tomika - Jaocu | - Kani körzet - Mitake - Motoszu körzet - Kitagata - Óno körzet - Sirakava - Jóró körzet - Jóró |